# ۱۸۷ (قمری)
۱۸۷ (قمری)، صد و هشتاد و هفتمین سال در گاهشماری هجری قمری است. اول محرم این سال برابر با سوم ژانویه سال ۸۰۳ میلادی است.